# Bad Schandau (stacja kolejowa)
Bad Schandau – stacja kolejowa w Bad Schandau, w kraju związkowym Saksonia, w Niemczech. Znajdują się tu 2 perony.
Obsługuje połączenia krajowe (Hamburg, Berlin, Drezno, Pirna, Sebnitz, Schöna), jak i zagraniczne (Děčín, Rumburk, Uście nad Łabą, Praga, Brno, Budapeszt).